# Virgin Records
Virgin Records est un label discographique britannique. Il est fondé en 1972 par Richard Branson et Nik Powell. En 1992, elle devient la propriété de la major EMI Group qui est ensuite elle-même achetée par Universal Music Group en 2012.
En 2013, Universal Music UK lance Virgin EMI Records, fusion de Virgin Records et de la branche britannique de Mercury Records. En 2020, le label est rebaptisé EMI Records. Le nom de Virgin Records perdure encore sur certains marchés musicaux tels que l'Allemagne, le Japon ou la France à travers le service de distribution Virgin Music Label & Artist Services,.

## Histoire

### Débuts et sorties
Originellement label indépendant, Virgin Records est fondé en 1972. Il est racheté en 1992 par la major EMI Group pour environ 1 milliard de dollars.
La première sortie sur le label est l'album instrumental Tubular Bells du multi-instrumentiste Mike Oldfield, qui a été découvert par Tom Newman et présenté à Simon Draper - qui a finalement persuadé Richard et Nik de le proposer comme leur première sortie en 1973, produit par Tom Newman, pour lequel le label naissant a été acclamé sans précédent. Cela a été rapidement suivi par quelques sorties notables de krautrock (rock progressif allemand), y compris l'album révolutionnaire Phaedra de Tangerine Dream (qui est entré dans le Top 20), et The Faust Tapes et Faust IV de Faust. L'album Faust Tapes était vendu au prix de 49p (le prix d'un single de 7") et, par conséquent, a permis à ce groupe relativement inconnu d'avoir une audience massive car l'album s'est vendu à plus de 60 000 exemplaires et a également atteint le numéro 12 dans les charts, bien qu'il ait été  ensuite rédigé sa place en raison du prix de la couverture. D'autres sorties sur ce label incluent Flying Teapot, le quatrième album du groupe Gong.
Plusieurs filiales ont depuis vu le jour : Real World Records, Innocent Records, Point Blank Records (spécialisée dans le blues) et Hut Records. De son côté, Virgin Group crée en 1996 un nouveau label concurrent, V2 Records.
Virgin Records fusionne en 2006 avec Capitol Records. Son catalogue était alors axé principalement sur les musiques populaires contemporaines, de type rock, RnB, etc.

### Rachat par Thorn EMI
Virgin Records est vendu par Branson à Thorn EMI en juin 1992 pour un montant annoncé de 1 milliard de dollars (environ 560 millions de livres sterling) (équivalent à 2 085 368 746 dollars en 2022),, avec une clause spéciale de non-concurrence qui empêcherait Branson de fonder une autre maison de disques pendant les cinq années suivant l'accord (voir le dernier paragraphe de la décision de fusion IV/M202 de l'Union européenne du 27 avril 1992). Elle est maintenant confrontée à la concurrence du nouveau label de Branson : V2 Records. Branson vend Virgin Records pour financer Virgin Atlantic qui, à l'époque, subissait d'intenses pressions anticoncurrentielles de la part de British Airways. En 1993, BA règle une action en diffamation intentée par Branson au sujet de la campagne dirty tricks (« coups tordus ») de BA, en lui attribuant 500 000 livres sterling et en versant 110 000 livres sterling supplémentaires à sa compagnie aérienne.
Les modèles économiques divergeant de plus en plus, les actionnaires de Thorn EMI ont voté en faveur de propositions de scission le 16 août 1996[23]. La société de médias ainsi créée est devenue le groupe EMI. En 1997, Virgin absorbe le reste d'EMI USA, qui avait précédemment consolidé EMI America Records et Manhattan Records, Capitol Records ayant acquis les autres activités américaines d'EMI, et ouvre en 1998 une division de musique country appelée Virgin Records Nashville, dont le producteur de disques Scott Hendricks était le président. Le label signe notamment Julie Reeves, Jerry Kilgore, Roy D. Mercer, Tom Mabe, Chris Cagle, Clay Davidson, et River Road. En 2001, Virgin Nashville a fermé ses portes et son répertoire a été intégré à la division Nashville de Capitol Records.

### Autres fusions
En 2013, Universal Music UK lance Virgin EMI Records, fusion de Virgin Records et de la branche britannique de Mercury Records. Virgin et EMI employant chacun leur propre département A&R et marketing. En 2020, le label est rebaptisé EMI Records.
En février 2021, Universal Music Group annonce qu'il rebaptisera Caroline Music Group en Virgin Music Label and Artist Services, le changement de nom étant « inspiré et influencé par l'esprit et la philosophie du label emblématique Virgin Records ». En septembre 2022, UMG regroupe Virgin Music Label and Artist Services, Ingrooves Music Group et mtheory Artist Partnerships, fraichement acquis, au sein de la nouvelle division Virgin Music Group. UMG nomme également les fondateurs de mtheory, JT Myers et Nat Pastor, co-directeurs généraux de la nouvelle division.

## Filiales

### Virgin Records America
Virgin Records America, Inc., fondé en 1986, s'occupait des opérations nord-américaines de la société. Ils ne sont plus actifs et leur siège est anciennement basé à Hollywood, Los Angeles, Californie. Ils opéraient sous la marque Capitol Music Group, désormais également détenue par UMG depuis 2012. Les activités américaines avaient également pris le nom de Virgin Records. Un petit nombre d'artistes est resté sur la liste de Virgin Records America, qui était principalement occupée par des artistes européens tels que Bastille, Barbara Pravi, Circa Waves, Corinne Bailey Rae, Ella Eyre, Grizfolk, Walking on Cars, Seinabo Sey et Prides ; Les artistes américains comprennent Knox Hamilton, L'Tric, Loren Gray, et Rise Against.

### Virgin France
La branche Virgin France, ou Virgin France SA, première filiale française du groupe, est fondé en 1980. Ses premières signatures sont Valérie Lagrange et Tokow Boys en 1980. En 2002, elle devient Virgin Music (France). En 1988, Virgin France s'occupe de la banche commerciale de la maison-mère britannique, Virgin Records. Ainsi, le label aide à l'ouverture des Virgin Stores SA, puis inaugure le premier Virgin Megastore ouvert hors du Royaume-Uni sur l'avenue des Champs-Élysées à Paris, concurrençant au passage la chaîne de distribution Fnac « déjà bien implantée dans l’Hexagone ». 
Virgin France est racheté par Thorn Emi en 1992. 

## Communication et marketing
Le logo originel est dessiné par Roger Dean.